# C13H11N
化学式C13H11N（摩尔质量：181.238 g/mol）可以指以下物质：
- 二苯甲酮亚胺（英语：Benzophenone imine），CAS号：1013-88-3
- N-苄叉苯胺，CAS号：538-51-2
- 4-苯乙烯基吡啶，CAS号：103-31-1
- 1-氨基芴，CAS号：6344-63-4
- 2-氨基芴（英语：2-Aminofluorene），CAS号：153-78-6
- 9-氨基芴，CAS号：525-03-1

|  | 这个同类索引页列出了具有相同分子式的化学物（即同分異構體）条目。 除非您是有意链接至本页，否则应将相应条目的内部链接指向正确的条目。 |